# Československo na Letních olympijských hrách 1964
Československo na Letních olympijských hrách 1964 v japonském Tokiu reprezentovalo 104 sportovců, z toho 9 žen. Nejmladší účastnicí byla gymnastka Marianna Krajčírová (16 let, 141 dní), nejstarším účastníkem pak sportovní střelec Vladimír Kudrna (40 let, 302 dní). Reprezentanti vybojovali 14 medailí, z toho 5 zlatých, 6 stříbrných a 3 bronzové. Nejúspěšnějším sportovcem výpravy se stala gymnastka Věra Čáslavská, která vybojovala tři zlaté medaile v individuálních disciplínách a dopomohla družstvu ke stříbrné medaili.

## Československé medaile
| Medaile | Jméno | Sport                | Disciplína                          |
| ------- | --- | -------------------- | ----------------------------------- |
| Zlato   | Věra Čáslavská | Sportovní gymnastika | víceboj                             |
| Zlato   | Věra Čáslavská | Sportovní gymnastika | přeskok                             |
| Zlato   | Věra Čáslavská | Sportovní gymnastika | kladina                             |
| Zlato   | Jiří Daler | Dráhová cyklistika   | stíhací závod na 4000 m jednotlivců |
| Zlato   | Hans Zdražila | Vzpírání             | Muži do 75 kg                       |
| Stříbro | Ludvík Daněk | Atletika             | Muži hod diskem                     |
| Stříbro | Josef Odložil | Atletika             | Muži běh na 1500 m                  |
| Stříbro | Jiří Kormaník | Zápas                | Muži řecko-římský do 87 kg          |
| Stříbro | Josef Vojta Vladimír Weiss Anton Švajlen Anton Urban František Valošek Karel Nepomucký Zdeněk Pičman František Schmucker Vojtech Masný Štefan Matlák Ivan Mráz František Knebort Karel Knesl Karel Lichtnégl Jan Brumovský Ľudovít Cvetler Ján Geleta Josef Píša | Kopaná               | Fotbalový tým mužů ČSSR             |
| Stříbro | Věra Čáslavská Hana Růžičková Jaroslava Sedláčková Adolfína Tkačíková Marianna Krajčírová Jana Posnerová | Sportovní gymnastika | Soutěž družstev                     |
| Stříbro | Václav Šmídl Josef Šorm Ladislav Toman Karel Paulus Boris Perušič Pavel Schenk Petr Kop Jozef Labuda Josef Musil Milan Čuda Bohumil Golián Zdeněk Humhal Josef Brož (trenér)                                                                                     | Volejbal             | turnaj mužů                         |
| Bronz   | Lubomír Nácovský | Sportovní střelba    | rychlopalná pistole na 25 m         |
| Bronz   | Vladimír Andrs Pavel Hofmann | Veslování            | dvojskif                            |
| Bronz   | Luděk Pojezný Július Toček Josef Věntus Jiří Lundák Jan Mrvík Richard Nový Petr Čermák Bohumil Janoušek Miroslav Koníček (kormidelník) | Veslování            | závod osmiveslic                    |

### Umístění do šestého místa
- Petr Kment - Řecko-římský zápas, supertěžká váha - 4. místo
- Bohumil Kubát - Zápas, volný styl, supertěžká váha - 4. místo
- Jiří Švec - Řecko-římský zápas, bantamová váha - 4. místo
- Věra Čáslavská - Gymnastika, bradla - 5. místo
- Vladimír Kučera - Box, lehký welter - 5. místo
- Zdeněk Otáhal - Vzpírání, lehká váha - 5. místo
- Jiří Pecka - Cyklistika, kilometr s pevným startem - 5. místo
- Hana Růžičková - Gymnastika, kladina - 5. místo
- Cyklistika - stíhací závod na 4000 m, družstva - 5. místo
- Cyklistika - Tandemy, 2000 m - 5. místo
- Jiří Palko, Václav Chalupa - Veslování, dvojka s kormidelníkem - 5. místo
- Věra Čáslavská - Gymnastika, prostná - 6. místo
- Rudolf Tomášek - Atletika, skok o tyči - 6. místo
- Gymnasté - soutěž družstev - 6. místo